# Said-Ali Achmaev
Said-Ali Saidovič Achmaev (in russo Саид-Али Саидович Ахмаев?; Mosca, 30 maggio 1996) è un calciatore russo, attaccante o centrocampista del Zorkij Krasnogorsk.

## Carriera
Esordisce in Prem'er-Liga il 10 aprile 2021, disputando con la maglia del Tambov l'incontro perso per 1-0 contro il Chimki.

## Statistiche

### Presenze e reti nei club
Statistiche aggiornate al 30 luglio 2022.
| Stagione        | Squadra                 | Campionato      | Campionato | Campionato | Coppe nazionali | Coppe nazionali | Coppe nazionali | Coppe continentali | Coppe continentali | Coppe continentali | Altre coppe | Altre coppe | Altre coppe | Totale | Totale |
| Stagione        | Squadra                 | Comp            | Pres       | Reti       | Comp            | Pres            | Reti            | Comp               | Pres               | Reti               | Comp        | Pres        | Reti        | Pres   | Reti   |
| --------------- | ----------------------- | --------------- | ---------- | ---------- | --------------- | --------------- | --------------- | ------------------ | ------------------ | ------------------ | ----------- | ----------- | ----------- | ------ | ------ |
| 2016-2017       | Černomorec Novorossijsk | 2D              | 19         | 0          | CR              | 3               | 0               |                    | -                  | -                  |             | -           | -           | 22     | 0      |
| mar.-set. 2018  | Speranța Nisporeni      | DN              | 4          | 0          | CM              | 0               | 0               |                    | -                  | -                  |             | -           | -           | 4      | 0      |
| 2018-2019       | Kolomna                 | 2D              | 18         | 2          | CR              | 0               | 0               |                    | -                  | -                  |             | -           | -           | 18     | 2      |
| 2019-feb. 2020  | Ararat Mosca            | 2D              | 15         | 3          | CR              | 2               | 0               |                    | -                  | -                  |             | -           | -           | 17     | 3      |
| feb.-giu. 2021  | Tambov                  | PL              | 4          | 0          | CR              | -               | -               |                    | -                  | -                  |             | -           | -           | 4      | 0      |
| 2021-feb. 2022  | Torpedo Vladimir        | 2D              | 12         | 1          | CR              | 1               | 0               |                    | -                  | -                  |             | -           | -           | 13     | 1      |
| feb.-giu. 2022  | SKA-Chabarovsk          | 1D              | 4          | 0          | CR              | -               | -               |                    | -                  | -                  |             | -           | -           | 4      | 0      |
| 2022-2023       | Chimki-M                | 2D              | 1          | 0          |                 | -               | -               |                    | -                  | -                  |             | -           | -           | 1      | 0      |
| Totale carriera | Totale carriera         | Totale carriera | 77         | 6          |                 | 6               | 0               |                    | -                  | -                  |             | -           | -           | 83     | 6      |